# Tropiometra carinata
Espèce
Synonymes
- Antedon brasiliensis Carpenter, 1879[1]
- Antedon capensis Bell, 1905[1]
- Antedon carinata (Lamarck, 1816)[1]
- Comatula carinata Lamarck, 1816[1]
- Comatula picta Gay, 1854[1]
- Tropiometra audouini AH Clark, 1911[1]
- Tropiometra carinata audouini (AH Clark, 1911)[1]
- Tropiometra carinata carinata (Lamarck, 1816)[1]
- Tropiometra carinata clarki (Gislén, 1938)[1]
- Tropiometra carinata indica (AH Clark, 1912)[1]
- Tropiometra clarki Gislén, 1938[1]
- Tropiometra encrinus AH Clark, 1911[1]
- Tropiometra indica AH Clark, 1912[1]
- Tropiometra picta (Gay, 1854)[1]

Tropiometra carinata est une espèce de comatules de la famille des Tropiometridae.

## Description
C'est une Tropiometridae caractéristique. Les dix bras peuvent mesurer entre 13 et 18 cm de long. Elle porte 13 à 38 cirrhes, composés de 20 à 30 segments cylindriques de 15 à 27 mm de long, de longueur régulière. Les pinnules proximales sont légèrement incurvées et de section discrètement triangulaire.

## Galerie

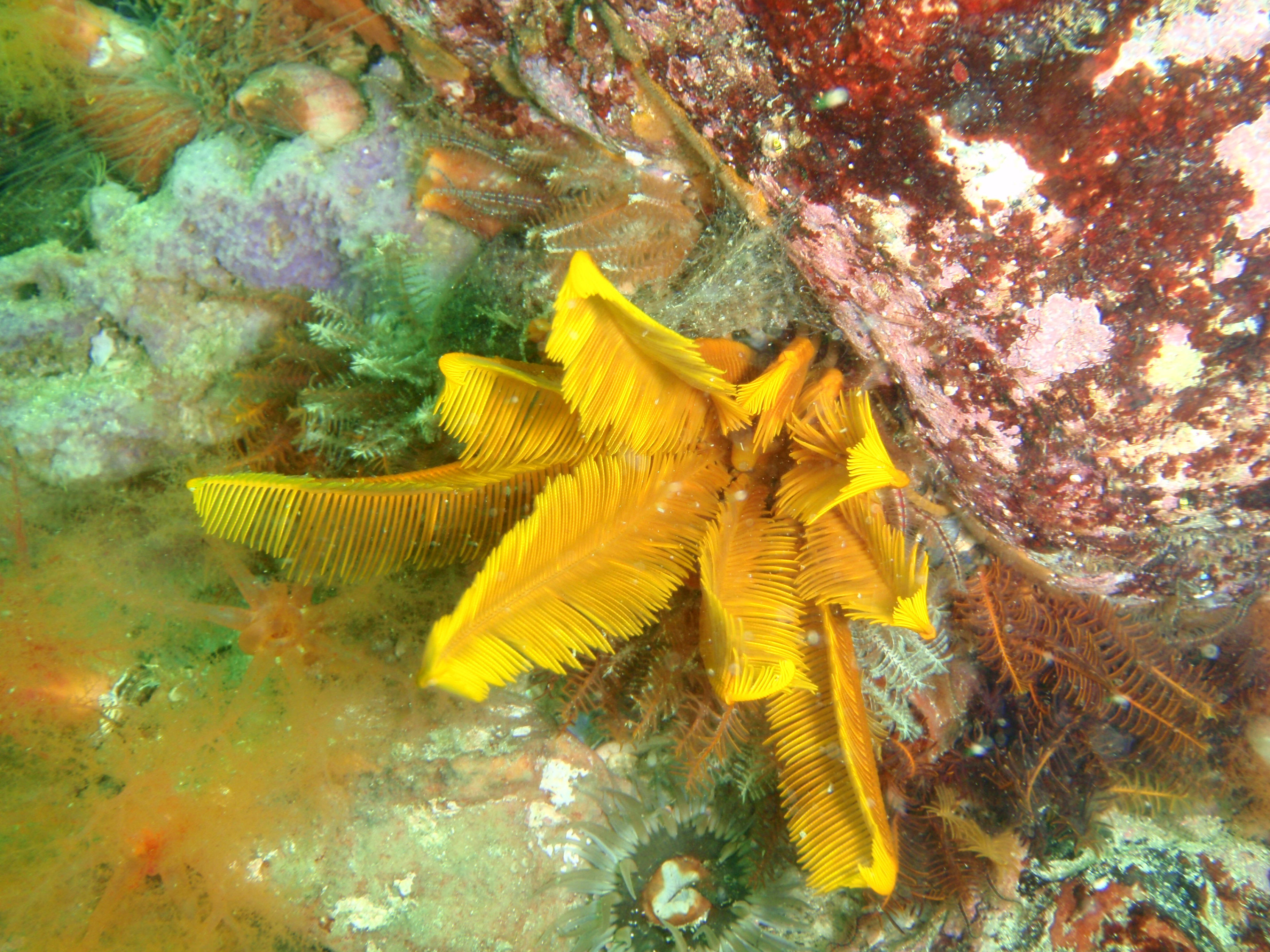
A Lorry Bay en Afrique du Sud.
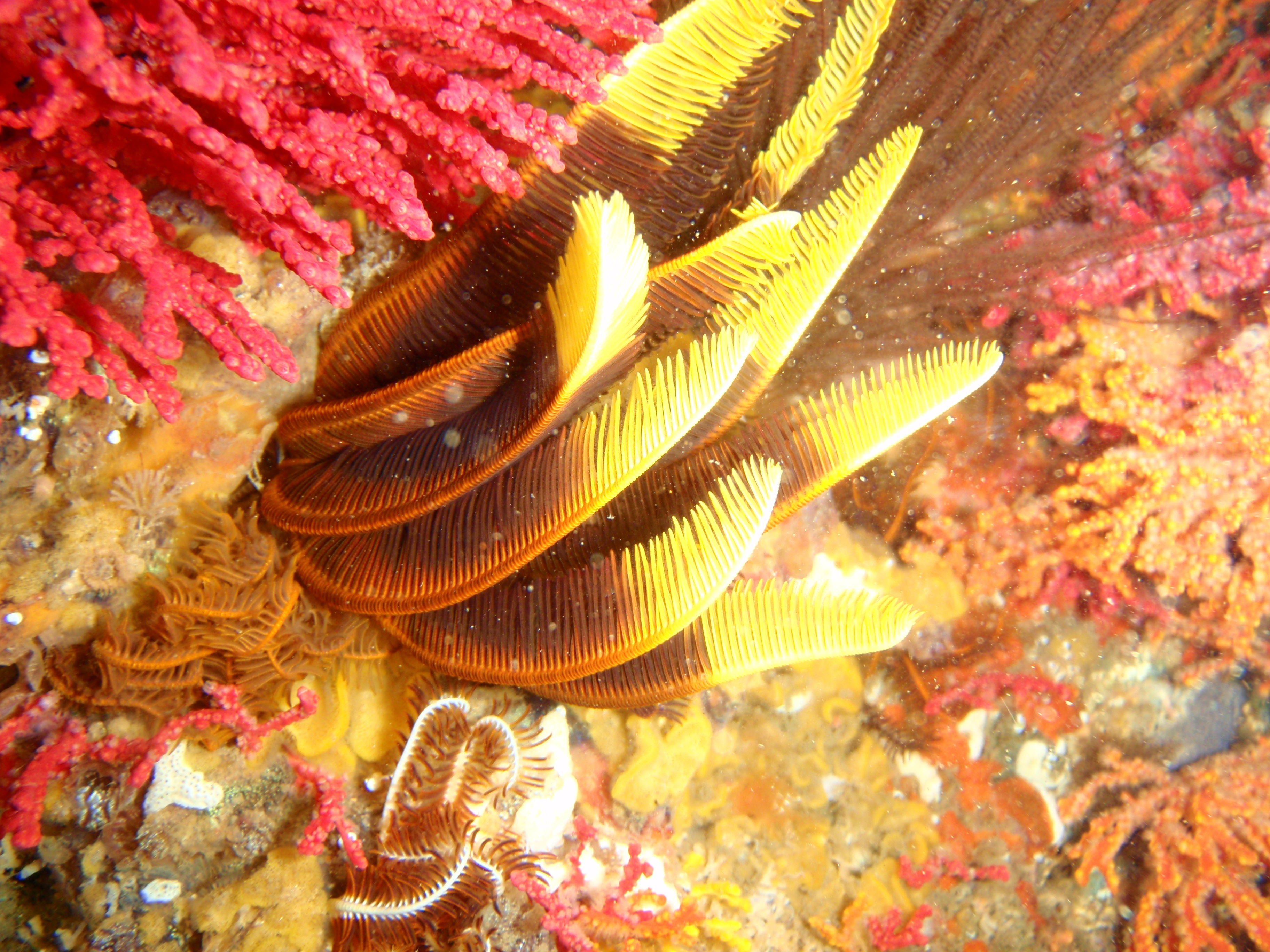
A Miller's Point en Afrique du Sud.
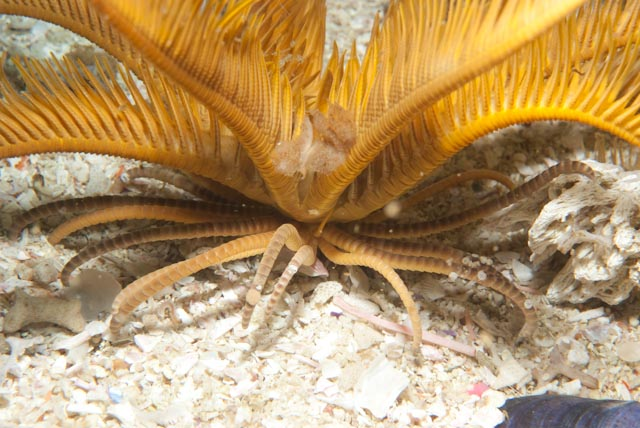
Détail des cirrhes d'accrochage.
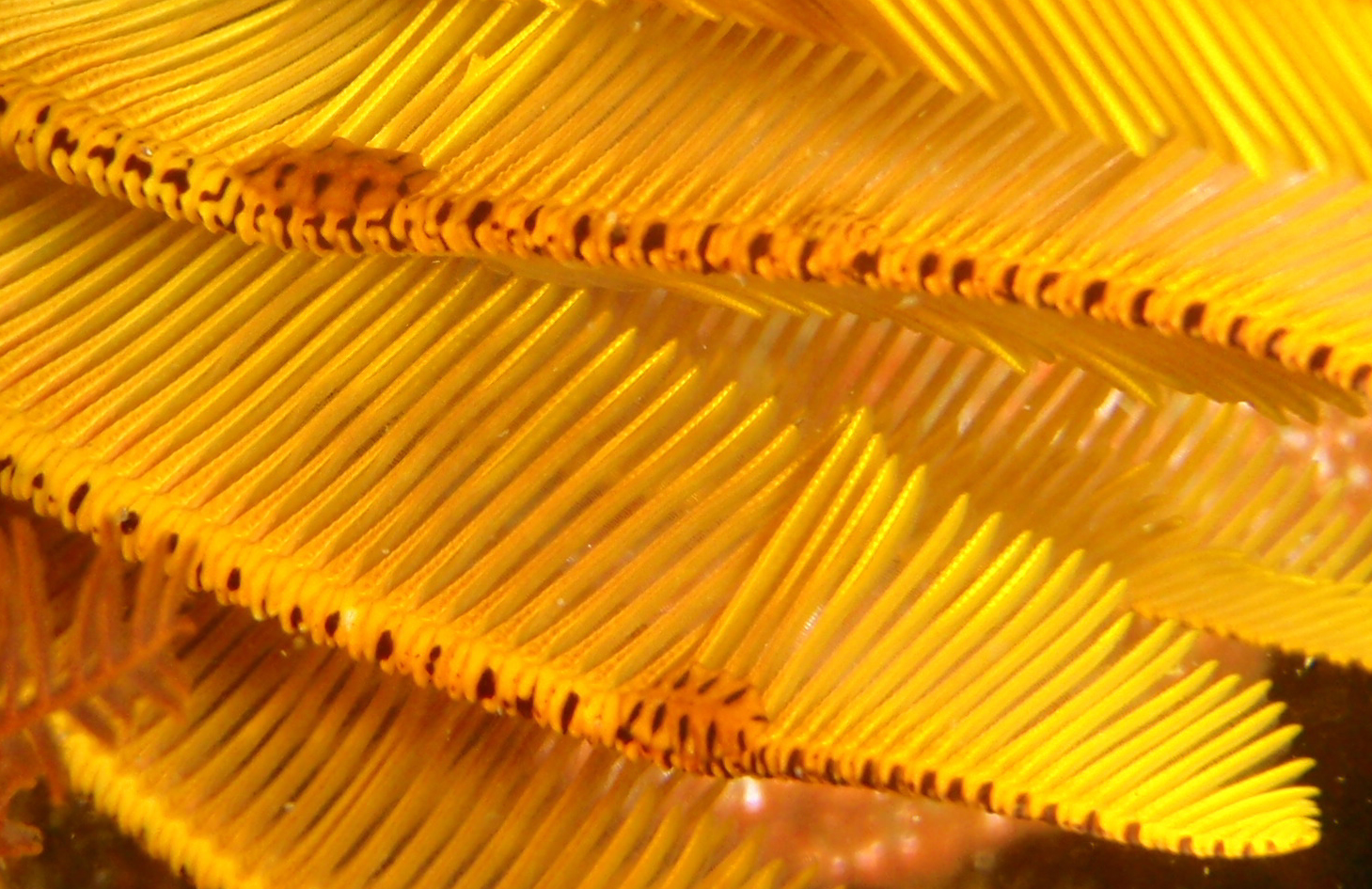
Détail des pinnules, ici parasitées par le mimétique Myzostoma fuscomaculatum.

## Habitat et répartition
C'est une comatule circumtropicale que l'on retrouve aussi bien aux Caraïbes que dans l'Océan Indien, les deux populations étant connectées par l'Afrique du Sud, point le plus austral de son aire de répartition. On la trouve entre la surface et 55 m de profondeur sur des récifs et des sols rocheux.